# Global Professional Wrestling Alliance
A Global Professional Wrestling Alliance (GPWA) é um grupo de promoções de wrestling profissional do Japão e dos Estados Unidos. Formada em 2006, o grupo é liderado por Mitsuharu Misawa, também dono da Pro Wrestling NOAH, e por Yoshiyuki Nakamura, co-proprietário da Pro Wrestling ZERO1.